# Emajl
Emajl je staklena prozirna ili neprozirna masa, bezbojna ili obojena metalnim oksidima, koja se topljenjem nanosi na metalne ploče, keramičke ili staklene predmete zbog ukrasa i zaštite.
Nanošenjem na metalne predmete zaštićuje ih od rđe, dok kod keramičkih posuda od gline stvara nepropustan sloj.
Emajliranje je stara tehnika koja se najviše koristila u izradi nakita i dekorativne umetnosti uglavnom na dragocenim metalima (kao što su zlato i srebro). Po svojim karakteristikama je srodna staklarstvu, mozaiku i keramici.
Tehnika emajla razvijala se već u predistorijskom dobu, a svoj najveći procvat doživela je u srednjem veku u izradi crkvenih obrednih predmeta.